# Haus zur Mücke

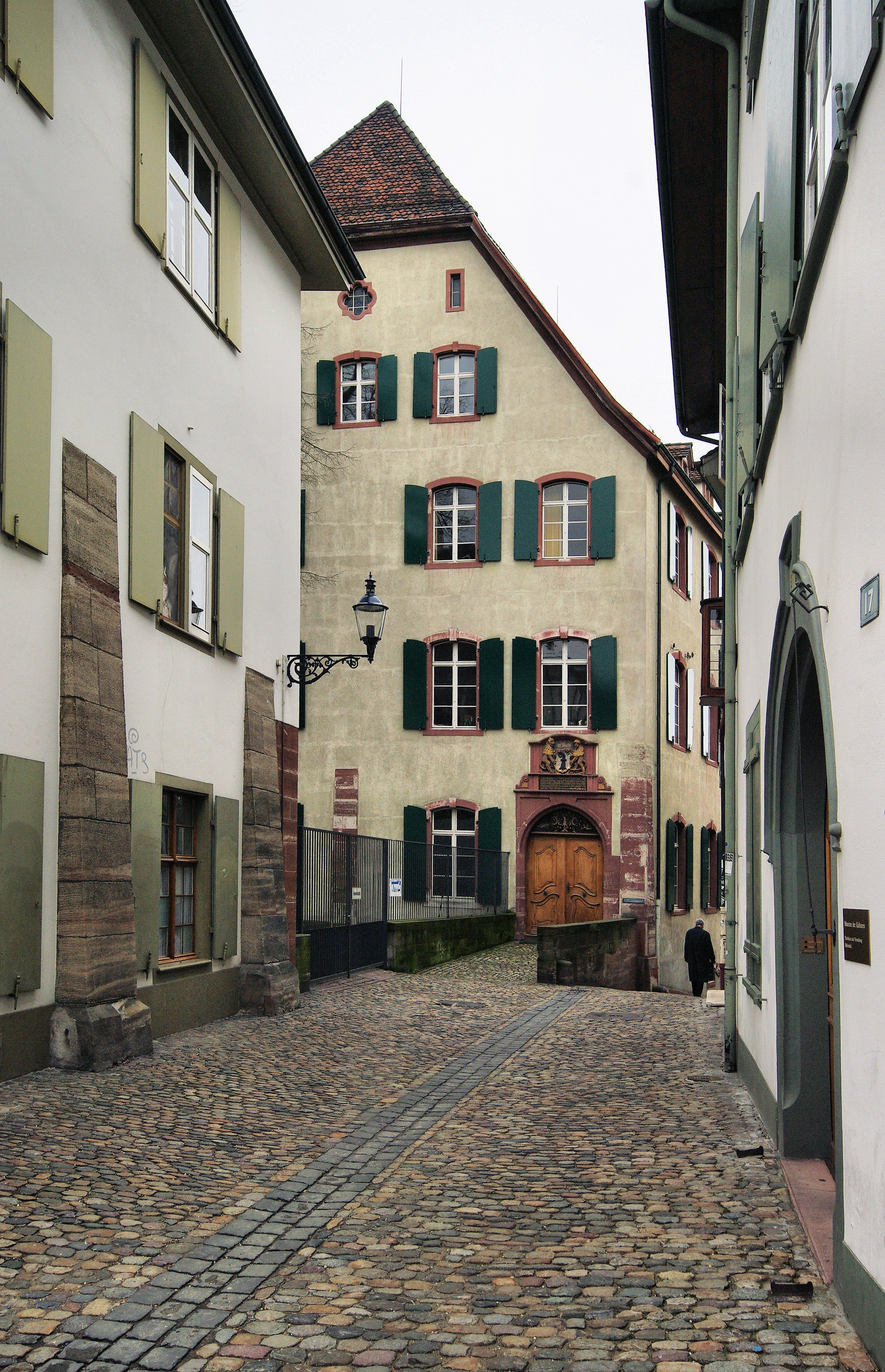
Foto vom März 2009

Das Haus zur Mücke am Schlüsselberg beim Basler Münsterplatz ist ein 1545 errichtetes Gebäude, das von 1671 bis 1849 als Universitätsbibliothek und erstes öffentliches Museum in Basel diente. In seinem gleichnamigen Vorgängerbau fand 1439 das Konklave statt, das Papst Felix V. wählte.

## Geschichte

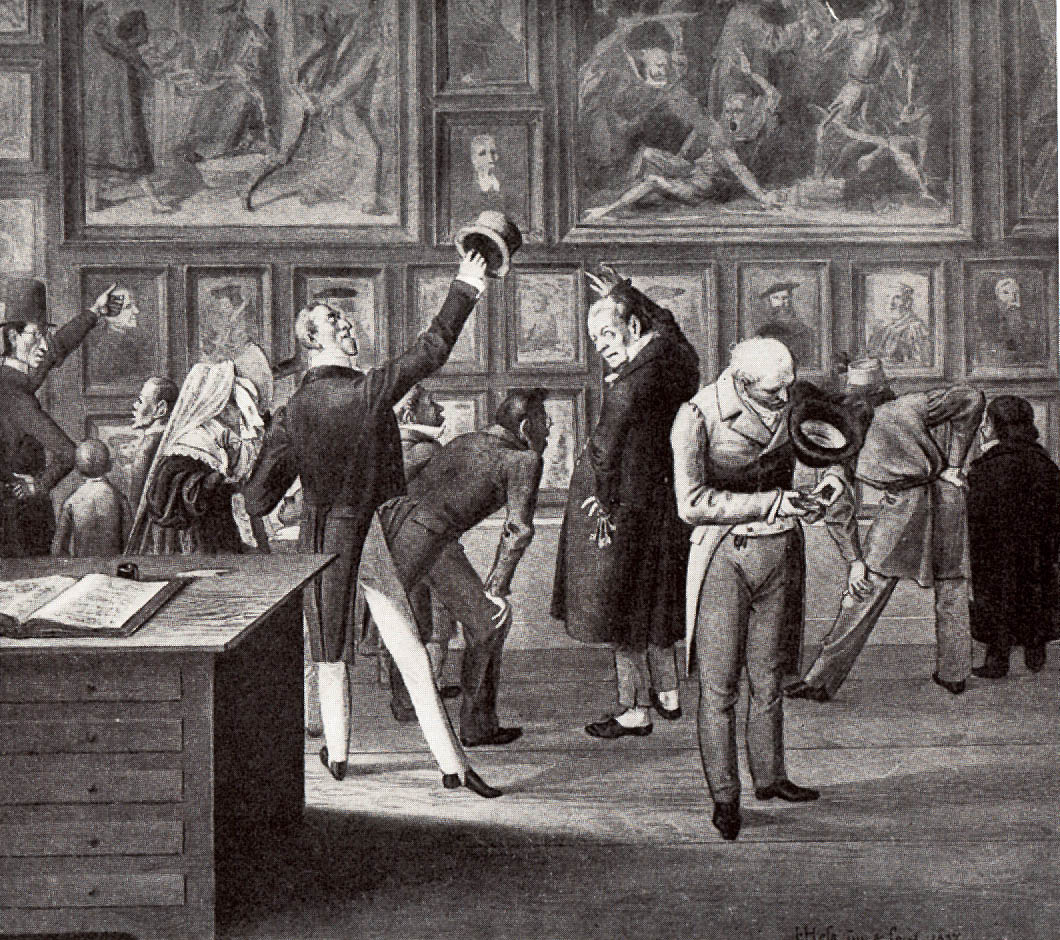
Hieronymus Hess: Besucher der Bildergalerie im Haus zur Mücke, 1837.

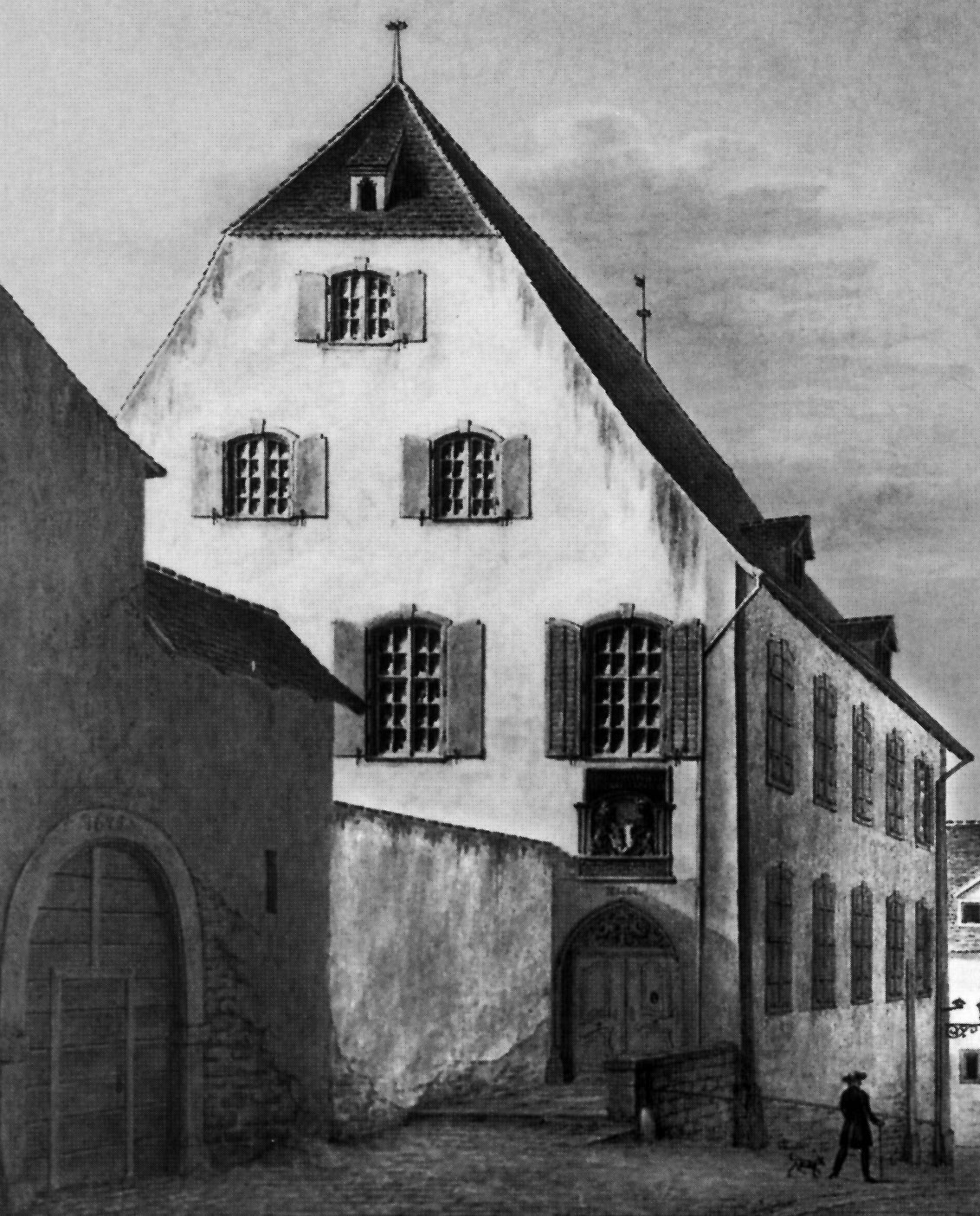
Das Haus zur Mücke im Erscheinungsbild von 1769 bis 1862.

Baufunde am Ort, wo das Haus zur Mücke und der zugehörige Hof stehen, reichen bis in die Römerzeit zurück. Reste der spätantiken Kastellmauer um den späteren Münsterplatz und Grundmauern eines Kolossalbaus, der als Getreidespeicher gedeutet wird, konnten archäologisch nachgewiesen werden.
Der hochmittelalterliche Vorgängerbau, erstmals 1334/45 unter der Bezeichnung «zer Mugken» erwähnt, diente dem städtischen Adel als Trinkstube. Indizien sprechen dafür, dass bereits seit 1266 hier die Adelsstube der Psitticher war. In seinen getäferten Räumen wurden nach Turnieren auf dem Münsterplatz Bankette und Bälle abgehalten. Während des Basler Konzils war das Haus ein Tagungsgebäude. In ihm fand auch das Konklave statt, das am 5. November 1439 Herzog Amadeus von Savoyen zum Papst wählte, der am 24. Juli 1440 als Felix V. auf dem Münsterplatz die Papstkrone erhielt. 1477 übernahm der Basler Rat das Haus und liess es zum städtischen Tuchhaus umbauen.

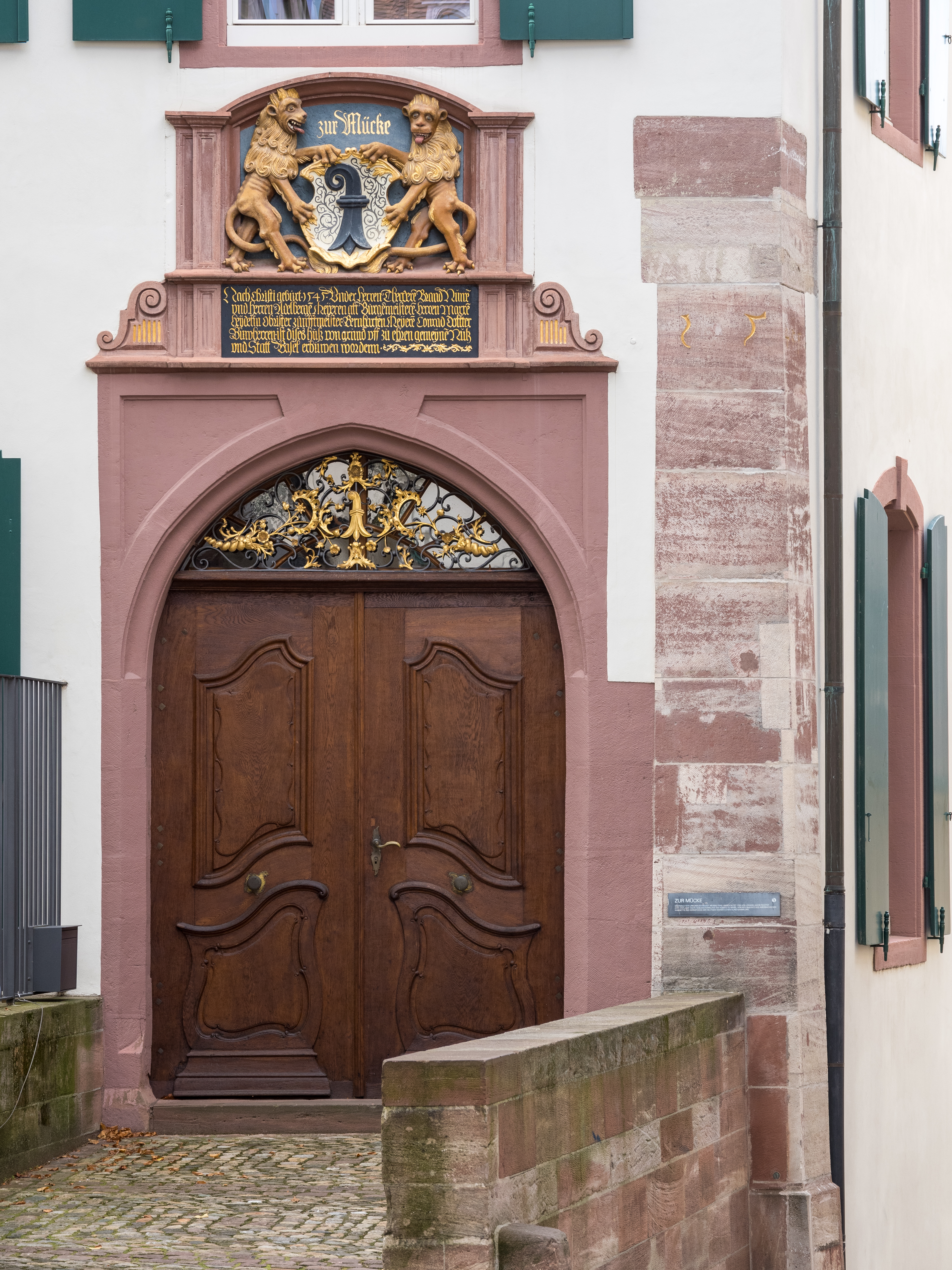
Portal des Hauses "zur Mücke"

Das Aussehen des ersten zweistöckigen Hauses zur Mücke ist unbekannt. Seine Funktion lässt aber auf einen ausgesprochen repräsentativen Bau schliessen. Enea Silvio Piccolomini bezeichnete es als «palatium amplum» («stattlichen Palast»). 1545 wurde der Altbau abgerissen und das Haus zur Mücke von Grund auf neu errichtet. 1661 erwarben Stadt und Universität das Amerbachkabinett (im Haus zum Kaiserstuhl befindlich), eine Wunderkammer des 16. Jahrhunderts. Diese zog 1671 zusammen mit der Universitätsbibliothek (im «Unteren Kollegium» der Universität, dem ehemaligen Augustinerkloster, untergebracht) in das Haus zur Mücke ein und belegte dort das Obergeschoss. Das Haus zur Mücke, in dem sich der Kernbestand der nachmaligen staatlichen Basler Museen befand, wurde das Ziel eines an Kunst, Büchern und Kuriositäten interessierten Publikums. Wegen seiner primären Funktion wurde es aber als «Bibliothek» bezeichnet.
Die durch das Wachstum der Sammlung entstandene Raumnot zwang nach dem Beginn des 19. Jahrhunderts zu Überlegungen, die Sammlungen im Haus zur Mücke andernorts unterzubringen. 1821 gründete man im Falkensteiner Hof unter Einbezug der naturwissenschaftlichen Sammlungen ein naturhistorisches Museum. Eine Erweiterung um das Obergeschoss des benachbarten Reinacherhofs scheiterte wegen der Wirren der Basler Kantonstrennung. Schliesslich kamen die Sammlungen in das 1849 eröffnete Museum an der Augustinergasse. Das Haus zur Mücke diente seitdem als Schulgebäude, per 2008 als «Weiterbildungsschule» (8- und 9. Schuljahr der obligatorischen Volksschule). Der Umbau von 1862, der zur Beherbergung der damaligen Realschule nötig wurde, veränderte das Erscheinungsbild markant: Ein drittes Geschoss wurde ergänzt, wobei der alte Dachstuhl erst abgetragen und dann wieder aufgesetzt wurde.